# Atractus iridescens
Atractus iridescens là một loài rắn trong họ Colubridae. Loài này được Peracca mô tả khoa học đầu tiên năm 1896.